# Османский язык
Осма́нский язы́к (самоназвание: لسان عثمانی lisân-ı Osmânî, тур. Osmanlıca, Osmanlı Türkçesi), называемый также староанатолийско-тюркским, староосманским или османско-турецким — государственный язык Османской империи, принадлежит к огузской подгруппе тюркских языков. Несмотря на то, что османский язык был тюркским в своей основе, его лексика доходила в некоторых произведениях до 80—90 % арабских и персидских слов. Помимо этого, использовались отдельные арабские и персидские грамматические конструкции (например, изафет). Поэтому к середине XIX века османский язык очень сильно отличался от разговорных турецких диалектов (хотя, с другой стороны, и влиял на них). Использовался арабский алфавит с некоторыми модификациями (общими с персидской письменностью, за исключением буквы каф с тремя точками сверху — для велярного носового согласного [ŋ], который не сохранился в современном литературном турецком, но присутствует в ряде современных тюркских языков, например, в близком к турецкому языку крымскотатарском (южнобережный диалект), а также в татарском, башкирском, казахском и др.).

## Периодизация
I. Староанатолийско-тюркский (XIII — конец XV вв.) — формировался в сложной этнической обстановке в Малой Азии, сложившейся после переселения сельджуков в Анатолию, ядро их составляли огузские племена, в завоеваниях принимали участие также кипчакские и карлукские племена. Обычно староанатолийско-тюркский выделяют в отдельный язык.
II. Собственно османский:
1. Раннетурецкий или раннеосманский (вторая половина XV—XVI вв.).
2. Среднетурецкий или среднеосманский (XVII — первая половина XVIII вв.) — «золотой век» османской литературы, максимальный отрыв письменно-литературного языка от народно-разговорного.
3. Новотурецкий или новоосманский (первая половина XIX — первая четверть XX вв.).
III. Собственно турецкий (с 30-х гг. XX века).
С середины XIX века (после танзимата) стал складываться так называемый новоосманский язык, стоящий ближе к разговорной речи и содержащий много заимствований из западноевропейских языков.
После образования Турецкой республики (1924) был кодифицирован современный турецкий литературный язык, с письменностью, основанной на латинском алфавите (1928), и османский язык вышел из употребления.
Современный турецкий язык был создан в начале XX века путём кодификации народных разговорных диалектов Турции и не является прямым продолжением османского языка. Однако за несколько столетий использования османская письменная традиция оказала на эти диалекты сильное влияние. Одно из основных отличий современного турецкого языка от османского — это более широкое использование тюркских неологизмов вместо арабо-персидских заимствований (доля последних в турецком языке составляет около 30 % против 80 % в османском), а также меньшее количество сложных слов.
В начале XXI в. северо-кавказские джихадисты рассматривали османский язык (наряду с арабским) как возможный наднациональный язык для «Кавказского эмирата», однако возобладала точка зрения сторонников арабского языка.

### На русском
- Гузев В. Г. Староанатолийско-тюркский язык // Языки мира: Тюркские языки. — М.: Институт языкознания РАН, 1996. — С. 116—126. — (Языки Евразии). — ISBN 5-655-01214-6.
- Гузев В. Г. Староосманский язык. — М.: «Наука», Главная редакция восточной литературы, 1979.
- Кононов А. Н. Турецкий язык // Языки мира: Тюркские языки. — М.: Институт языкознания РАН, 1996. — С. 394—412. — (Языки Евразии). — ISBN 5-655-01214-6.

### На английском
- Davids, A. L. A grammar of the Turkish language (англ.). — London, 1832.
- Boyd, Charles. The Turkish interpreter or A new grammar of the Turkish language (англ.). — Paris, London, 1842.
- Arnold, Edwin. A simple transliteral grammar of the Turkish language (англ.). — London, 1877.
- Redhouse, J. W. A simplified grammar of the Ottoman-Turkish language (англ.). — London, 1884.
- Redhouse, J. W. Turkish dictionary, in two parts, English and Turkish, and Turkish and English (англ.). — London, 1880.
- Redhouse, J. W. A lexicon, English and Turkish (англ.). — Constantinople, 1884.

### На немецком
- Müller, August & Gies, Hermann. Türkische Grammatik, mit Paradigmen, Litteratur, Chrestomathie, und Glossar (нем.). — Berlin, 1889.
- Manissadjian, J. J. Lehrbuch der modernen osmanischen Sprache (нем.). — 1893.
- Weil, Gotthold. Gramatik der osmanisch-türkischen Sprache (нем.). — Berlin, 1917.

### На французском
- Bianchi, T.X. & Kieffer, J. D. Dictionnaire turc-français (фр.). — Paris, 1801. — Vol. I.
- Bianchi, T.X. & Kieffer, J. D. Dictionnaire turc-français (фр.). — Paris, 1837. — Vol. II.
- Bianchi, T.X. Dictionnaire français-turc (фр.). — Paris, 1843. — Vol. I.
- Bianchi, T.X. Dictionnaire français-turc (фр.). — Paris, 1846. — Vol. II.
- Hindoglu, A. Dictionnaire abrégé français-turc (фр.). — Vienne, 1831.
- Youssouf, R. Dictionnaire portatif turc-français (фр.). — Constantinople, 1890.
- Jaubert, P. A. Éléments de la grammaire turke (фр.). — Paris, 1833.
- Davids, A. L. Grammaire Turke (фр.). — London, 1836.
- Redhouse, J. W. Grammaire raisonnée de la langue ottomane (фр.). — Paris, 1846.
- Malouff, N. Grammaire élémentaire de la langue turque (фр.). — Paris, 1890.